# Canton de la Garde
Le canton de la Garde est une circonscription électorale française située dans le département du Var en région Provence-Alpes-Côte d'Azur.

## Géographie
Ce canton est organisé autour de La Garde dans l'arrondissement de Toulon. Son altitude varie de 0 m à 305 m (Carqueiranne).

## Histoire
Le canton est créé par décret du 13 janvier 1997 scindant le canton de La Valette-du-Var.
Par décret du 27 février 2014, le nombre de cantons du département est divisé par deux, avec mise en application aux élections départementales de mars 2015. Le canton de la Garde est conservé et s'agrandit. Il passe de 2 à 3 communes.

## Représentation

### Représentation avant 2015
| Période | Période | Identité          | Étiquette | Qualité                                                                                    |
| ------- | ------- | ----------------- | --------- | ------------------------------------------------------------------------------------------ |
| 1998    | 2004    | Yvon Robert       | PCF       | Dessinateur à l'arsenal de Toulon Maire de La Garde (1997-2001)                            |
| 2004    | 2015    | Jean-Louis Masson | UMP       | Retraité Fonction publique Maire de La Garde (2001-2017) Vice-président du conseil général |

### Représentation depuis 2015
| Période élective | Période élective | Mandat | Mandat           | Identité          | Nuance | Nuance | Qualité |
| ---------------- | ---------------- | ------ | ---------------- | ----------------- | ------ | ------ | --- |
| 2015             | 2021             | 2015   | 2017 (démission) | Jean-Louis Masson |        | LR     | Retraité de la fonction publique Maire de La Garde (2001-2017 et depuis 2020) Ancien député de la 3e circonscription du Var (2017 → 2020) |
| 2015             | 2021             | 2015   | 2021             | Valérie Rialland  |        | UDI    | Professeur agrégé Adjointe au maire du Pradet                                                                                             |
| 2015             | 2021             | 2017   | 2021             | Alain Dumontet    |        | LR     | Amiral en 2e section, chef d'entreprise à La Garde                                                                                        |
| 2021             | 2028             | 2021   | en cours         | Jean-Louis Masson |        | LR     | Maire de La Garde Président du conseil départemental (depuis 2022)                                                                        |
| 2021             | 2028             | 2021   | en cours         | Valérie Rialland  |        | UDI    | Conseillère sortante |

### Résultats détaillés

#### Élections de mars 2015
À l'issue du 1er tour des élections départementales de 2015, deux binômes sont en ballottage : Jean-Louis Masson et Valérie Rialland (Union de la Droite, 43,79 %) et Claudette Arène et Pierre-Laurent Chable (FN, 31,33 %). Le taux de participation est de 52,08 % (18 934 votants sur 36 359 inscrits) contre 49,77 % au niveau départemental et 50,17 % au niveau national.
Au second tour, Jean-Louis Masson et Valérie Rialland (Union de la Droite) sont élus avec 65,44 % des suffrages exprimés et un taux de participation de 52 % (11 154 voix pour 18 906 votants et 36 360 inscrits).

#### Élections de juin 2021
Le premier tour des élections départementales de 2021 est marqué par un très faible taux de participation (33,26 % au niveau national). Dans le canton de la Garde, ce taux de participation est de 35,51 % (13 102 votants sur 36 894 inscrits) contre 33,03 % au niveau départemental. À l'issue de ce premier tour, deux binômes sont en ballottage : Jean-Louis Masson et Valérie Rialland (Union à droite, 38,02 %) et Claudette Arene - Lombardo et Thibault Saragoni (RN, 28,09 %).
Le second tour des élections est marqué une nouvelle fois par une abstention massive équivalente au premier tour. Les taux de participation sont de 34,36 % au niveau national, 36,4 % dans le département et 37,6 % dans le canton de la Garde. Jean-Louis Masson et Valérie Rialland (Union à droite) sont élus avec 64,86 % des suffrages exprimés (8 335 voix pour 13 875 votants et 36 905 inscrits),,. 

## Composition

### Composition de 1997 à 2015

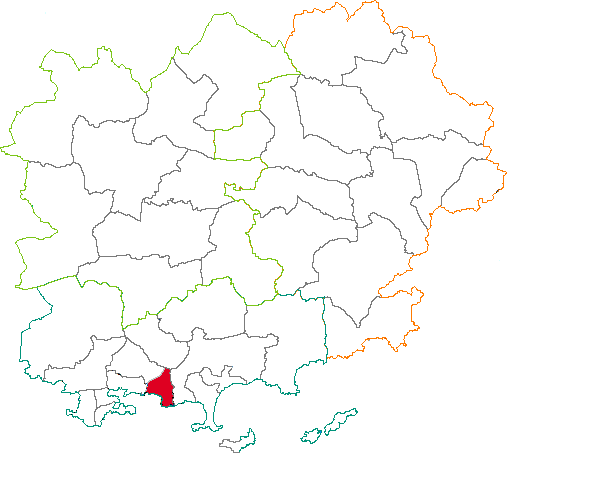
Situation du canton de la Garde dans le département du Var avant 2015.

Le canton de la Garde regroupait 2 communes.
| Nom                  | Code Insee | Codepostal | Superficie (km2) | Population (dernière pop. légale) | Densité (hab./km2) |
| -------------------- | ---------- | ---------- | ---------------- | --------------------------------- | ------------------ |
| La Garde (chef-lieu) | 83062      | 83130      | 15,54            | 25 736 (2012)                     | 1 656              |
| Le Pradet            | 83098      | 83220      | 9,97             | 11 336 (2012)                     | 1 137              |

### Composition depuis 2015
Le canton est désormais composé de trois communes.
| Nom                              | Code Insee | Intercommunalité                       | Superficie (km2) | Population (dernière pop. légale) | Densité (hab./km2) | Modifier                                    |
| -------------------------------- | ---------- | -------------------------------------- | ---------------- | --------------------------------- | ------------------ | ------------------------------------------- |
| La Garde (bureau centralisateur) | 83062      | Métropole Toulon-Provence-Méditerranée | 15,54            | 26 316 (2022)                     | 1 693              | modifier les données · modifier les données |
| Carqueiranne                     | 83034      | Métropole Toulon-Provence-Méditerranée | 14,48            | 9 412 (2022)                      | 650                | modifier les données · modifier les données |
| Le Pradet                        | 83098      | Métropole Toulon-Provence-Méditerranée | 9,97             | 10 582 (2022)                     | 1 061              | modifier les données · modifier les données |
| Canton de la Garde               | 8306       |                                        | 39,99            | 46 310 (2022)                     | 1 158              | modifier les données                        |

## Démographie

### Démographie avant 2015
| 1999   | 2006   | 2011   | 2012   |
| ------ | ------ | ------ | ------ |
| 36 304 | 36 224 | 37 014 | 37 072 |

### Démographie depuis 2015
En 2022, le canton comptait 46 310 habitants, en évolution de +2,66 % par rapport à 2016 (Var : +4,98 %, France hors Mayotte : +2,11 %).
| 2013   | 2018   | 2022   |
| ------ | ------ | ------ |
| 46 277 | 45 200 | 46 310 |